# Letis steatornis
Letis steatornis är en fjärilsart som beskrevs av Felder 1874. Letis steatornis ingår i släktet Letis och familjen nattflyn. Inga underarter finns listade i Catalogue of Life.